# 珍·沙阿
珍妮佛·沙阿（英語：Jennifer Shah，1973年10月4日—），舊姓露依（Lui），是一名美國電視名人。她是電視真人秀節目《盐湖城娇妻》的演員之一。沙阿在2022年承認一項陰謀犯罪指控，為此她正在監獄服刑。

## 生平
沙阿是湯加裔和夏威夷裔。她原本是摩門教徒，後來皈依伊斯蘭教。沙阿與足球教練夏里夫·沙阿結婚，兩人是在猶他大學讀書時認識的。他們共有兩個兒子。
沙阿在電視真人秀節目《盐湖城娇妻》中出演，該節目於2020年11月首播。2021年3月，她被刑事指控共謀洗錢和電信欺詐，幾天後對這兩項指控不認罪。她的法律案件被記錄在紀錄片《Housewife and the Shah Shocker》中，該片於同年11月在Hulu首播。2022年7月，沙阿承認犯有共謀電信詐欺罪。2023年1月，沙阿被判處六年半的監禁。次月，沙阿開始服刑。

## 影視作品
- 《盐湖城娇妻（英语：The Real Housewives of Salt Lake City）》（2020年—2023年）

## 外部連結
- 珍·沙阿在互联网电影资料库（IMDb）上的資料（英文）